# Stina Gardell
För simmaren se Stina Gardell (simmare)
Kristina "Stina" Elisabeth Gardell, under en tid gift Aakerholm Gardell, född den 3 september 1965 i Täby, är en svensk dokumentärfilmare och producent. Hon har bland annat producerat Jag är Ingrid (2015), dokumentärfilmen om Ingrid Bergmans liv, som hade världspremiär under filmfestivalen i Cannes 2015. Gardell skrev även manus till filmen tillsammans med regissören Stig Björkman och filmklipparen Dominika Daubenbüchel.

## Biografi
Efter studier på Dramatiska Institutet i Stockholm arbetade hon som radioproducent för Sveriges Radio P1 åren 1994–1999. Gardell har gjort elva radiodokumentärer, bland annat Resan till Kungen, Land i Sikte och Bland gruvhål och Rosa Maränger. Hon har producerat flera dokumentärfilmer, däribland de tidiga "För husfridens skull" (1995) tillsammans med Tove Torbiörnsson, Se mig (2000) och Den perfekta araben (2004) tillsammans med Benjamin Wolff samt Magen är mitt centrum (2002) och Cornelia, Regnbågsungen (2005). Gardell driver sedan 2005 produktionsbolaget Mantaray Film. Senare filmer av Gardell är Alice och jag 2006 Nunnan 2007, Mammas comeback och Jag är min egen Dolly Parton 2011.
Som producent har Stina Gardell fått ett antal prestigefyllda filmpriser, exempelvis Kristallen, Ikaros och Silverfjärilen. Internationellt har Gardell två gånger belönats Bästa dokumentärfilm på Prix Italia, 2007 för Nunnan (2007), regisserad av Maud Nycander, och för Han tror han är bäst (2011) av Maria Kuhlberg. Den senare fick också ett särskilt omnämnande på Prix Europa. Gardell tilldelades också 2014 års Dorispris för årets filmgeni som främjat jämställdhet i filmbranschen. Vid Guldbaggegalan 2022 nominerades Världens vackraste pojke, som Gardell producerat, till Guldbaggen för bästa film.
År 2014 tilldelades hon Doris Filmgenipris.

### Familj
Stina Gardell är dotter till Bertil och Ingegärd Gardell. Hon har fyra bröder, bland dem märks Mattias och Jonas Gardell. Hon har varit gift med Mette Aakerholm Gardell och har två barn. Rikard Wolff är far till ett av barnen.

## Filmografi (urval)

### Producent
- 2006 – Alice och jag
- 2007 – Nunnan
- 2009 – Fotografen från Riga
- 2010 – Blood Calls You
- 2011 – Jag är min egen Dolly Parton
- 2011 – Han tror han är bäst
- 2011 – Mammas comeback
- 2012 – Våga minnas
- 2013 – Drömmen om Maremma
- 2013 – Optimisterna
- 2014 – Jag ser dig
- 2015 – Jag är Ingrid
- 2015 – Drottninglandet
- 2015 – Transphobia
- 2017 – Tystnadens språk
- 2017 – Brev till en seriemördare
- 2017 – Silvana – Väck mig när ni vaknat
- 2018 – Leva.Älska
- 2021 – Världens vackraste pojke
- 2021 – Kören – En film om Tensta Gospel Choir
- 2023 – Kungen